# John Tallis
John Tallis (London, 1816. − London, 3. lipnja 1876.), engleski kartograf i izdavač koji je djelovao u Londonu sredinom 19. stoljeća.
Karijeru je započeo ranih 1840-ih godina udruživši se u Cripplegateu s F. Tallisom. Dvojac je 1846. godine premjestio radnju u londonski Smithfield, a suradnja je raskinuta tri godine kasnije. Među najznačajnija ostvarenja J. Tallisa spadaju atlasi „Prikazi londonskih ulica” (engl. London street views) izrađen između 1838. i 1840. godine, te „Ilustrirani atlas suvremene povijesti svijeta” (engl. The illustrated atlas and modern history of the world) iz 1857. godine.

## Opus
- London street views (1840.)
- The illustrated atlas and modern history of the world: geographical, political, commercial & statistical (1857.)

## Poveznice
- Povijest kartografije